# The Magician's Birthday
The Magician's Birthday är ett musikalbum av Uriah Heep släppt i november 1972. Albumet följde upp gruppens två tidigare succéalbum Look at Yourself och Demons and Wizards och är det andra med Uriah Heeps mest klassiska bandsättning - Byron, Box, Thain, Hensley och Kerslake.
Skivan kan närmast anses vara ett "tvillingalbum" till den senare då både låtar, sound och inte minst omslag går i samma stil. Liksom på den föregående skivan gjordes också skivomslagets målning av Roger Dean. Titellåten sticker ut genom sitt ytterst intrikata arrangemang och sina ideliga taktbyten, bland annat gör Mick Box ett prominent gitarrsolo och Ken Hensley bidrar med spöklik orgelpsykedelia. Den innehåller även ett segment ur "Happy Birthday to You" spelat med kazoo. Låten är en av de där låtarna man minns om man en gång hört den. I Tyskland blev "Spider Woman" en singelhit.

## Låtlista
(upphovsman inom parentes)
1. "Sunrise" (Hensley) - 4:04
2. "Spider Woman" (Box/Byron/Kerslake/Thain) - 2:25
3. "Blind Eye" (Hensley) - 3:33
4. "Echoes in the Dark" (Hensley) - 4:48
5. "Rain" (Hensley) - 3:59
6. "Sweet Lorraine" (Box/Byron/Thain) - 4:13
7. "Tales" (Hensley) - 4:09
8. "The Magician's Birthday" (Box/Hensley/Kerslake) - 10:19

## Medlemmar
- David Byron - sångare
- Ken Hensley - orgel, piano, gitarr och sång
- Mick Box - gitarr och sång
- Gary Thain - bas
- Lee Kerslake - trummor

## Listplaceringar
| Lista (1973)   | Position             |
| -------------- | -------------------- |
| Australien     | 6 (Go Set)           |
| Danmark        | 5                    |
| Finland        | 1                    |
| Japan          | 43 (Oricon)          |
| Kanada         | 22 (RPM)             |
| Norge          | 5 (VG-lista)         |
| Storbritannien | 28 (UK Albums Chart) |
| Sverige        | 9 (Kvällstoppen)     |
| USA            | 31 (Billboard 200)   |
| Västtyskland   | 7                    |